# Carlo Andreoni
Carlo Andreoni (Giaveno, 1901 – Roma, 1957) è stato un politico e partigiano italiano.

## Biografia
Già esponente del Partito Socialista Unitario, il 10 gennaio 1943 partecipa alla fondazione, a Milano, del Movimento di Unità Proletaria, e dal 23 agosto dello stesso anno dà vita con altri al Partito Socialista Italiano di Unità Proletaria. Successivamente, dal novembre 1943, guidò il movimento partigiano di Roma, al quale collaborò attivamente con Aldo Finzi che, arrestato, fu fucilato alle Fosse Ardeatine il 24 marzo 1944.
Il 6-7 gennaio 1945 la Frazione di Sinistra dei Comunisti e dei Socialisti Italiani organizzò a Napoli un Convegno delle Sinistre, al quale, oltre a formazioni minori, parteciparono Bandiera Rossa (con la figura di Filiberto Sbardella) e i socialisti rivoluzionari, che seguivano Andreoni. In quell'occasione, furono presentate le tesi programmatiche, con il titolo "Per la costituzione del vero partito comunista", in cui si prospettava lo sviluppo di una situazione rivoluzionaria, che richiedeva la formazione di un partito di classe.
Nel 1946 partecipa alla formazione della Federazione Libertaria Italiana, che avrà vita breve. Successivamente aderì al Partito Socialdemocratico Italiano. Un'amicizia fraterna lo univa a Luigi Cavallo anche quando militavano su barricate diverse. Andreoni collaborò con uno pseudonimo a tutti i periodici fondati da Luigi Cavallo dal 1953 fino alla sua scomparsa.
Dal 1º marzo 1947 all'8 gennaio 1950 fu direttore de L'Umanità, organo ufficiale del PSDI. Questa esperienza fu contrassegnata dal durissimo editoriale del 13 luglio 1948 in cui Andreoni, in reazione a un intervento parlamentare di Palmiro Togliatti in cui quest'ultimo si dichiarò contrario al piano Marshall, definì il segretario comunista "traditore" e aggiunse «prima che i comunisti possano consumare per intero il loro tradimento (...) il governo e la maggioranza degli italiani avranno il coraggio per inchiodare al muro del loro tradimento Togliatti e i suoi complici. E per inchiodarveli non solo metaforicamente». Un giorno dopo l'uscita dell'articolo, Togliatti fu vittima di un attentato e Andreoni venne accusato di aver fomentato la violenza.
Dopo l'uscita da L'Umanità trascorse alcuni anni nella redazione di Risorgimento Socialista.